# Valailles
Valailles é uma comuna francesa na região administrativa da Normandia, no departamento de Eure. Estende-se por uma área de 5,41 km². Em 2010 a comuna tinha 390 habitantes (densidade: 72,1 hab./km²).